# Henry R. A. Mallock
Henry Reginald Arnulph Mallock, genannt Arnulph, (* 12. März 1851 in Cheriton Bishop, Devon (England); † 26. Juni 1933) war ein englischer Ingenieur.
Mallock war der Sohn des anglikanischen Geistlichen William Mallock und studierte in Oxford. Danach war er einige Jahre Assistent bei seinem Onkel mütterlicherseits, dem Schiffsingenieur William Froude, mit dem er den ersten Versuchstank für Schiffe baute. Außerdem war er 1876 einige Monate Assistent des Physikers Lord Rayleigh. Er war beratender Ingenieur. Unter anderem beriet er das Militär als ziviles Mitglied des Ordnance Committee (Waffentechnik, Ballistik) und er beriet als Bauingenieur und Eisenbahngesellschaften. Dabei entwickelte er Geräte um durch Eisenbahnen verursachte Erschütterungen nachzuweisen und Bewegungen von Brücken und der St. Paul´s Kathedrale.
Mallock entdeckte als Erster 1888 experimentell Taylor-Wirbel in Taylor-Couette-Strömung (bei Experimenten ähnlich denen von Maurice Couette zur Viskositätsbestimmung)  und 1907 vor dem Namensgeber die Kármánsche Wirbelstraße.
1904 heiratete er Helena Maria Caroline Finlay.
1903 wurde er Fellow der Royal Society. 1926 war er Präsident der Smeatonian Society of Civil Engineers.